# St. Peter und Paul (Stetten)

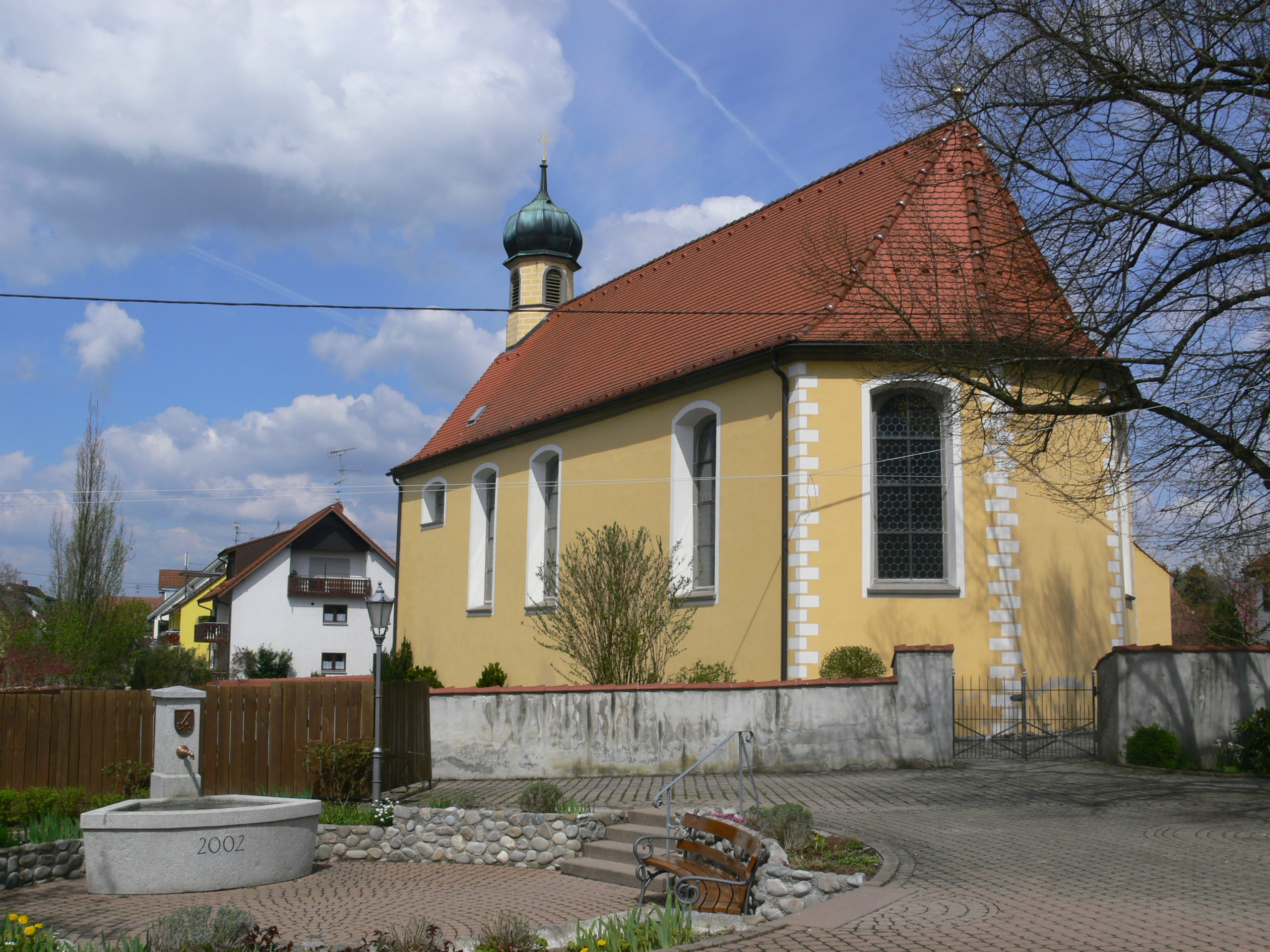
St. Peter und Paul in Stetten

Die römisch-katholische Kapelle St. Peter und Paul steht in Stetten, einer Gemeinde im Bodenseekreis in Baden-Württemberg. Das Bauwerk gehört zur Stadtpfarrkirche Mariä Heimsuchung (Meersburg) im Dekanat Linzgau des Erzbistums Freiburg und ist beim Landesamt für Denkmalpflege Baden-Württemberg als Baudenkmal eingetragen.

## Beschreibung
Die 1484 gebaute Saalkirche wurde 1696 erweitert. Sie besteht aus einem Langhaus, das im Osten dreiseitig geschlossen ist. Über dem Giebel der Fassade im Westen erhebt sich ein Giebelreiter, der den Glockenstuhl mit zwei Kirchenglocken beherbergt und der mit einer Zwiebelhaube bedeckt ist.
Zur Kirchenausstattung gehören zwei spätgotische Flügelaltäre. Auf einem Altarretabel wurden 1517 die Apostelfürsten gemalt, auf dem anderen um 1500 der heilige Theodul. Auf der Predella sind jeweils Apostel dargestellt. Ergänzt wird die Kirchenausstattung durch zwei Kreuzigungsgruppen, ein barockes Marienbildnis und den 1771 gemalten Kreuzweg.